# Club de Deportes La Serena
Maillots
Actualités
Dernière mise à jour : 31 mai 2025.
Le Club de Deportes La Serena est un club de football chilien basé à La Serena.

## Anciens joueurs
- Ermindo Onega
- Clarence Acuña
- Juan Carlos Letelier
- Manuel Neira
- Pedro Reyes
- Francisco Rojas
- Ricardo Rojas
- José Sulantay
- Carlos Villanueva
- Carlos Asprilla
- Henry Zambrano
- Róbinson Zapata
- Minor López
- Dwight Pezzarossi
- Carlos Guirland
- Julio César Romero
- Roberto Jiménez